# Рудня (Житомир)
Рудня — історична місцевість Житомира.

## Розташування
Місцевість розташована у північно-західній частині Житомира у районі вулиць Короленка та Новосінної, на лівому березі річки Кам'янки та у долині річки Коденки.

## Історичні відомості
Назва місцевості походить від назви промислу мешканців місцевості — видобування болотної руди у заболочених низинах поблизу річки Кам'янки та у долині річки Коденки. Там місцеві жителі тримали рудні — кустарні виробництва з видобутку болотної руди та переплавки її на залізо. Окрім власне Рудні, на захід від неї, за межами тодішнього міста виникла слобода Нова Рудня.
Із середмістям Рудню з'єднувала Руднянська вулиця, що за межею міста, західніше нинішнього Руднянського майдану переходила у Руднянську дорогу та далі у шлях на Барашівку.
У першій половині ХХ ст. в районі Рудні знаходилася артіль імені XVIII з'їзду КПРС. Господарський двір вищевказаної артілі знаходився поблизу нинішнього Артільного провулка. У середині ХХ ст. землі колишньої сільськогосподарської артілі (колективного господарства) імені XVIII з'їзду КПРС почали забудовуватися індивідуальними житловими будинками працівниками підприємств, зокрема «Автозапчастини». Так виникли провулки Ливарні, Колективні, Виробничий. Уздовж долини річки Коденки з'являється садибна житлова забудова, утворились провулки 1-й та 2-й Чехова.
У 1973 році на заболоченому правому березі Коденки, за типовим проектом збудовано багатоквартирні житлові будинки мікрорайону з проектною назвою «Чехівський». Ця назва не прижилася, при цьому мікрорайон має народну назву «Болото», що пояснюється характером місцевості багнистого пониззя річки Коденки.